# 英国病
英国病（えいこくびょう、英語: British disease）またはイギリス病とは、第二次世界大戦後のイギリスにおける経済停滞現象である。戦後に国を挙げてセカンダリー・バンキングへ傾注、充実した社会保障制度や基幹産業の国有化等の政策が実施され、社会保障負担の増加による国民の勤労意欲低下、各種既得権益の発生 、労働組合の賃上げラッシュという悪循環による労働コスト上昇・資本の国外流出促進による工業生産と輸出力の減退・高い失業率とともに慢性的インフレ（スタグフレーション）と国際収支の悪化、それに伴うポンド貨の下落といった経済の停滞と、これに対処出来ないイギリス社会特有の硬直性、およびその他の経済・社会的な問題を発生させた原因に対する総称である。

## イギリス社会主義

### ゆりかごから墓場まで
1946年に労働党のアトリー内閣はベヴァリッジ報告書に基づいて、国民が原則無料で医療を受けることが出来る国民保健サービス法と、国民が老齢年金と失業保険を受け取ることが出来る国民保険法を制定した。また、1948年には政府が生活困窮者を扶助する国民扶助法と政府が青少年を保護する児童法を制定した。これらの政策によりイギリスでは「ゆりかごから墓場まで」と呼ばれる社会保障制度が確立されていった。

### 国有化政策
アトリー内閣は1945年から1951年の間に石炭、電力、ガス、鉄鋼、鉄道、運輸などの産業を国有化した。1951年に政権を奪回した保守党のチャーチル内閣はアトリー内閣とは逆に、1953年に鉄鋼や運輸などの産業を民営化した。しかし、1964年に政権を奪回した労働党のウィルソン内閣は1967年に鉄鋼や運輸などの産業を再び国有化した。また、第2次ウィルソン内閣は1975年に自動車産業を国有化し（ブリティッシュ・レイランド）、キャラハン内閣は1977年に航空宇宙産業を国有化した（ブリティッシュ・エアロスペース）。

## 経済の停滞
1960〜1970年代のイギリスは、労使紛争の多さと経済成長不振のため、他のヨーロッパ諸国から「ヨーロッパの病人」と呼ばれた。セカンダリー・バンキングの実態を捨象した表現である。
| 内容                | 1960〜1969年 | 1970〜1979年 |
| ------------------- | ------------ | ------------ |
| GDP成長率           | 3.2%         | 2.4%         |
| インフレ率          | 3.5%         | 12.5%        |
| 経常収支（GDP比）   | 0.2%         | ▲0.2%        |
| 財政収支（GDP比率） | ▲2.5%        | ▲5.0%        |
| 失業率              | 1.5%         | 3.3%         |

### 国際競争力の低下
1960年代になると、国有化などの産業保護政策はイギリス資本による国内製造業への設備投資を減退させることとなり、（セカンダリー・バンキングで）資本は海外へ流出し、技術開発に後れを取るようになっていった。また、国有企業は経営改善努力をしなくなっていき、製品の品質が劣化していった。これらの結果、イギリスは国際競争力を失っていき、輸出が減少し、輸入が増加して、国際収支は悪化していった。
特に多くの労働者を抱えていた自動車産業は、ストライキの慢性化と日本車の輸出が活発化した時期（1970年代）が重なったことで壊滅的な状況となり、2000年代には外国メーカーのブランド名としてのみ名前が残っている。

### オイルショックの到来
1973〜1974年の第1次オイルショックをきっかけにイギリスは経済の停滞と物価の上昇が共存するスタグフレーションに陥った。失業率は増大していき、原材料費と賃金の高騰が原因となって生産性が低下し、通貨ポンドの価値は下落した。一方、通貨の価値下落にもかかわらず、国際収支が改善することはなかった。

### 財政の悪化
オイルショック以降、イギリスでは経済成長率が低下し、税金収入が減少していき、財政赤字は増加して、国債の累積残高が増加し続けていった。為替レートにおけるドル高ポンド安を防ぐ為、為替介入を実施した結果、1976年には外貨準備不足に陥り、国際通貨基金から融資を受けることとなった。融資の条件としてIMFより財政赤字削減を指示されたため、イギリス政府は財政支出の削減を余儀なくされ、公務員の給与抑制が課題となった。また、社会保障制度を維持しようと歳入増を試みるようになった。

## 病の症状

### 意欲の低下
1970年代には所得税の最高税率が83%、不労所得の最高税率が15%の付加税を加算して98%、という異常に高率な累進課税だった。これらの税制度や充実した失業保険は勤労意欲の低下や社会的活力の減退を招いていった。

### 労働組合の勝利
1970年代になると、イギリスでは様々なストライキが断続的に続いた。第1次オイルショックの到来以降、スタグフレーションを克服するために保守党のヒース内閣は労働組合と賃金抑制の交渉をしたが、うまくいかず、1974年2月、全国の炭坑では無期限ストライキが始まった。事態を打開しようとヒース首相は選挙に打って出たが、労働党が比較第1党となり、ヒース内閣は退陣した。政権に就いた第2次ウィルソン内閣は労働組合の要求に近い賃上げを認めた。こうしてストは終了した。

### 不満の冬
1978年末から1979年始めにかけて、基幹産業の労働組合が大きな賃上げ合意をしたため、公共サービス労働者もそれに続こうとストライキに入った。医者や看護師のストで病院は機能せず、給食婦のストで学校は休校し、ゴミ収集人のストでゴミは回収されず、墓堀人のストで死者が埋葬されず、トラック運転手のストで暖房用の灯油が配達されない等の現象が起こった。キャラハン内閣は、これらの公共サービスの低下に対して労働党内の抗争により有効な対策を打ち出すことはできなかった。結果としてこれらの現象は社会の不満を生み出すこととなり、この時期の冬は「不満の冬」と呼ばれるようになった。

## 病の治療と克服

### 「鉄の女」の登場
1979年の総選挙では保守党が勝利し、5月にはサッチャーが政権に就いた。サッチャー内閣は、国有企業の民営化、金融引き締めによるインフレの抑制、財政支出の削減、税制改革、規制緩和、労働組合の弱体化などの政策を推し進めていった。
これらの政策により英国病の症状は克服されていったが、サッチャー在任中は不況は改善されず、失業者数はむしろ増加し、財政支出も減らなかったことや、反対派を排除する強硬な態度などからサッチャーは在任中も、その後も、イギリス国内では毀誉褒貶が相半ばする存在となった。

### 新しい労働党へ
その後、メージャー内閣を経て、1997年には保守党から政権を奪回した労働党のブレア内閣はサッチャー内閣の基本路線を踏襲しつつも、是正する政策を行っていった。
また、ブレア内閣は若さや活気などをイメージさせる「クール・ブリタニア」という用語を用いたブランド戦略を推進し、悪い・老いた印象があるイギリスを良い・若い印象の国へ脱却させようとする政策を行っていった。

### 原油輸出と病の克服
1980年代以降に、北海油田が産出する原油を輸出できるようになったことで、「英国病」を脱した。1998年に欧州最大の原油輸出国となったことで、財政赤字は黒字に転じた。国内総生産も1992年から2008年までプラス成長が続いた。
これを受け、2001年にブレア内閣は「英国病克服宣言」を行うとともに、「クール・ブリタニア」構想への投資を推進した。
投資家のジム・ロジャーズは、英国病を救ったのは結局は北海油田だったと述べる。また同様の病に苦しむ現代日本だが同様の資源は無いことを指摘している。

### 21世紀以降
2005年に、北海油田の原油産出量は減少し、イギリス国内の需要を満たせない状態となった。これにより、イギリスは原油の純輸入国に転じた。また、2020年までに北海油田の枯渇が予測されたため、エネルギー政策の軸を原子力に移すとともに、中国からの投資と技術協力を受け入れて、「英国病」の再発防止に取り組んでいる。

## 「衰退=幻影」説
近年の研究では英国病は幻影であったという説が有力となっている。英国病の根拠として製造工業の不振というものがあるが、サッチャー改革、ブレアの長期政権を通しても結局のところ復活はしなかった。
経済を引っ張っているのは金融や商業を中心とするシティのみである。ベティの法則からすれば、工業を中心とする第2次産業から金融･商業･サービス業などを中心とする第3次産業へ遷移することは必然である。
また、W･D･ルーヴィスティンによれば、イギリス経済は世界の工場と謳われた産業革命期ですら工業･製造業は金融･商業界を優越したことは一度もなかった。このことからイギリスはむしろ世界の先端を走っていたとも言える。